# 13 giugno
Il 13 giugno è il 164º giorno del calendario gregoriano (il 165º negli anni bisestili). Mancano 201 giorni alla fine dell'anno.

## Eventi
- 313 – Viene promulgato l'Editto di Milano a nome di Costantino I e Licinio;
- 1373 – Inghilterra e Portogallo firmano un trattato di alleanza che non è mai stato spezzato;
- 1665 – Nella battaglia di Lowestoft, combattuta durante la seconda guerra anglo-olandese, la flotta olandese subisce la più pesante delle sconfitte di tutta la sua storia;
- 1774 – Il Rhode Island è la prima delle Tredici colonie americane a mettere fuori legge l'importazione di schiavi;
- 1792 – Papa Pio VI pubblica la lettera enciclica Ubi Lutetiam sull'ampliamento e ridefinizione dell'indulto che amplia i poteri dei vescovi per l'assoluzione dei chierici ribelli in Francia;
- 1798 – Viene fondata la Mission San Luis Rey de Francia;
- 1799 – Napoli viene riconquistata dalle truppe Sanfediste nell'ultima battaglia al Ponte della Maddalena nonostante l'ultima strenua resistenza del Forte di Vigliena;
- 1863 – Durante la guerra di secessione americana si combatte la seconda battaglia di Winchester, dove l'esercito confederato guidato dal generale Richard Stoddert Ewell sconfigge gli unionisti guidati dal generale Robert H. Milroy;
- 1878 – Ha inizio il Congresso di Berlino;
- 1898 – Viene costituito il Territorio dello Yukon, con Dawson City scelta come capitale;
- 1934 – Adolf Hitler e Benito Mussolini si incontrano per la prima volta a Villa Pisani a Stra[1]; nei giorni successivi visiteranno Venezia e la XIX Biennale d'arte[2];
- 1942 – Gli Stati Uniti d'America aprono l'Ufficio per l'informazione di guerra, un centro per la produzione di propaganda
- 1944;
  - Seconda guerra mondiale: la Germania nazista lancia un attacco sull'Inghilterra con le bombe volanti V1;
  - Seconda guerra mondiale (Campagna d'Italia): la città dell'Aquila viene liberata dalle truppe nazifasciste;
- 1946 – Italia: Umberto II di Savoia lascia l'Italia dopo il referendum istituzionale del 2 giugno;
- 1948 – I New York Yankees ritirano il numero 3 di Babe Ruth;
- 1956 – Il Real Madrid Club de Fútbol vince la prima Coppa dei Campioni;
- 1958 – Frank Zappa si diploma alla scuola superiore con un voto inferiore alla sufficienza;
- 1967 – Thurgood Marshall è il primo afroamericano membro della Corte suprema degli Stati Uniti d'America;
- 1970 – The Long and Winding Road diventa l'ultima numero 1 in classifica dei Beatles;
- 1971 – Guerra del Vietnam: il The New York Times inizia a pubblicare i Pentagon Papers;
- 1982 – Fahd diventa re dell'Arabia Saudita dopo la morte del fratello Khalid;
- 1983 – La Pioneer 10 oltrepassa l'orbita di Nettuno, in quel momento il pianeta più distante dal Sole a causa dell'eccentricità dell'orbita di Plutone, divenendo così il primo oggetto costruito dall'uomo a oltrepassare l'orbita del più distante pianeta del sistema solare;
- 1995 – Il presidente Jacques Chirac annuncia la ripresa dei test nucleari in Polinesia;
- 1997 – Esce nelle sale cinematografiche statunitensi il film Hercules, 35º Classico Disney;
- 2005 – Michael Jackson viene dichiarato non colpevole per tutti i capi di accusa riguardanti la pedofilia;
- 2010 – La sonda Hayabusa, lanciata il 9 maggio 2003, torna sulla Terra dopo il rendezvous spaziale con l'asteroide 25143 Itokawa;
- 2017 – In Italia, l'autostrada Salerno-Reggio Calabria cambia nominazione in A2 del Mediterraneo dopo il termine dei lavori di ammodernamento durati ben 19 anni (1997-2016);
- 2018 – L'azienda automobilistica tedesca Volkswagen viene multata per oltre un miliardo di euro a seguito dello scandalo Dieselgate in cui frodò i controlli per le emissioni inquinanti dei suoi motori[3].
- 2025 – In seguito ad un attacco a sorpresa di Israele nei confronti dell'Iran scoppia la guerra dei dodici giorni.

## Nati
Ci sono circa 1 120 voci su persone nate il 13 giugno; vedi la pagina Nati il 13 giugno per un elenco descrittivo o la categoria Nati il 13 giugno per un indice alfabetico.

## Morti
Ci sono circa 470 voci su persone morte il 13 giugno; vedi la pagina Morti il 13 giugno per un elenco descrittivo o la categoria Morti il 13 giugno per un indice alfabetico.

## Feste e ricorrenze

### Civili
- Giornata internazionale di sensibilizzazione dell'albinismo (ONU)

### Religiose
Cristianesimo:
- Sant'Antonio di Padova, sacerdote e dottore della Chiesa, patrono di Brasile e Portogallo e di molti comuni fra cui Lisbona e Padova
- Santi Agostino Phan Viet Huy e Nicola Bui Viet The, martiri vietnamiti
- Sant'Aventino, eremita
- San Cetteo di Amiterno, vescovo
- San Eulogio d'Alessandria, vescovo
- San Fandila di Cordova, martire
- Santa Felicola, martire
- San Massimo, venerato a Cravagliana, martire
- San Ramberto martire
- San Salmodio (Psalmodio), eremita
- San Smbat il Confessore, generale armeno
- San Trifilio di Leucosia, vescovo
- Beato Achilleo di Alessandria (Sant'Achilla per ortodossi e copti), vescovo
- Beato Alfonso Gomez de Encinas, sacerdote mercedario e martire
- Beato Gerardo di Chiaravalle, monaco
- Beata Marianna Biernacka, martire

Religione romana antica e moderna:
- Idi (Feriae Iovi)
- Natale delle Muse
- Epulum dedicato a Giove Invitto (Iovi invicto epulum)
- Quinquatria minusculae, dedicate a Minerva
- Vestalia, settimo giorno